# لوئیسا ونسینگ
لوئیسا ونسینگ (انگلیسی: Luisa Wensing؛ زادهٔ ۸ فوریهٔ ۱۹۹۳) بازیکن فوتبال اهل آلمان است.
از باشگاه‌هایی که او در آن بازی کرده‌، می‌توان به باشگاه فوتبال اف‌سی‌آر ۲۰۰۱ دویسبورگ، باشگاه فوتبال زنان وولفسبورگ و باشگاه فوتبال وولفسبورگ اشاره کرد.
وی همچنین در تیم‌های ملی فوتبال Germany women's national youth football team#Germany women's national under-15 squad, Germany women's national youth football team#Germany women's national under-17 squad, Germany women's national youth football team#Germany women's national under-19 squad, Germany women's national youth football team#Germany women's national under-20 squad، و زنان آلمان بازی کرده‌است.